# Paliano
Paliano là một thị trấn thuộc tỉnh Frosinone trong vùng Latium của nước Ý. Thị trấn có diện tích 70 km² và dân số là 7826 người.
Thị trấn này giáp với các thị trấn: Anagni, Colleferro, Gavignano (Ý), Genazzano, Olevano Romano, Piglio, Segni và Serrone.